# Phaeostigma (Crassoraphidia) knappi
Phaeostigma (Crassoraphidia) knappi is een kameelhalsvliegensoort uit de familie van de Raphidiidae. De soort komt voor in Turkije.
Phaeostigma (Crassoraphidia) knappi werd voor het eerst wetenschappelijk beschreven door H. Aspöck & U. Aspöck in 1967.